# Центральний інститут зведеного каталогу італійських бібліотек та бібліографічної інформації
Центральний інститут зведеного каталогу італійських бібліотек та бібліографічної інформації (італ. Istituto centrale per il catalogo unico delle biblioteche italiane e per le informazioni bibliografiche, ICCU) — італійський державний орган, основної метою якого є координація, просування та управління каталогом та мережею італійської Національної бібліотечної служби (SBN).
У 1975 року ICCU після створення в Італії Міністерства культурної спадщини та культурної діяльності (до того — Міністерство культурної і природної спадщини) перейняв на себе функції Національного центру зведеного каталогу, який був створений у 1951 році з метою каталогізації національної бібліографічної спадщини Італії.
Каталогізація національної бібліографічної спадщини виробляється на основі стратегії тісної співпраці між італійськими бібліотеками з метою розвитку бібліотечних послуг на усій території країни при збереженні незалежності окремих бібліотек. Основним результатом цієї співпраці стало створення Національної бібліотечної служби (італ. Servizio bibliotecario nazionale, SBN), мережі італійських бібліотек, що надає один мережевий пункт доступу до їх бібліографічних ресурсів.
Основні функції ICCU
- встановлення правил каталогізації для матеріалів різного типу: від рукописів до мультимедіа;
- організація навчання бібліотечних працівників;
- координація національних проєктів по оцифруванню і каталогізації;
- дослідження зі стандартах каталогізації у співпраці з національними і міжнародними організаціями.

До основних проєктів ICCU відносяться SBN (Національна бібліотечна служба) та BDI (Італійська електронна бібліотека).
ICCU є частиною віртуального базового проєкту Віртуальний міжнародний авторитетний файл (VIAF).